# Nais pardalis
Nais pardalis är en ringmaskart som beskrevs av Piguet 1906. Nais pardalis ingår i släktet Nais och familjen glattmaskar. Arten är reproducerande i Sverige. Inga underarter finns listade i Catalogue of Life.